# NGC 321
NGC 321 es una galaxia espiral barrada de la constelación de Cetus. 
Fue descubierta el 27 de septiembre de 1864 por el astrónomo Albert Marth.